# Ordem do Mérito do Ministério da Justiça
A Ordem do Mérito do Ministério da Justiça é uma condecoração criada para homenagear (galardoar) aqueles que tenham prestado notáveis serviços ao Ministério da Justiça ou aos órgãos a ele vinculados, em âmbito nacional ou internacional.

## Graus
A Ordem consta dos seguintes graus:
- Grã-Cruz
- Grande-Oficial
- Comendador
- Cavaleiro

## Membros dos quadros ordinário e suplementar
| Categorias da Wikipédia                                      | Vagas |
| ------------------------------------------------------------ | ----- |
| Grã-Cruzes da Ordem do Mérito do Ministério da Justiça       | 4     |
| Grandes-Oficiais da Ordem do Mérito do Ministério da Justiça | 0     |
| Comendadores da Ordem do Mérito do Ministério da Justiça     | 0     |
| Cavaleiros da Ordem do Mérito do Ministério da Justiça       | 0     |
| Total de vagas                                               | 4     |

De acordo com a Portaria MJ nº 2315/2018, o quadro ordinário é composto por 420 vagas, sendo distribuídas em 80 Grã-Cruzes, 100 Grandes-Oficiais, 110 Comendadores, 130 cavaleiros.
Entre os agraciados constam Michel Temer, Alexandre de Moraes, Torquato Jardim, Dias Toffoli e Raquel Dodge.